# Rebecca Nordin Vainio
Anna Rebecca Nordin Vainio, född 9 februari 2000 i Sollentuna församling, är en svensk politiker (moderat). Idag verkar hon som ledamot av kommunfullmäktige och kommunstyrelsen samt som ordförande i socialnämnden i Sollentuna kommun.

## Biografi
Nordin Vainio avlade studentexamen vid Rudbecksskolan där hon läste samhällsvetenskapliga programmet. 
Hon var från mars 2020 till april 2021 riksordförande för Moderat skolungdom därmed även ledamot av Moderata Ungdomsförbundets förbundsstyrelse. Nordin Vainio är ledamot i kommunfullmäktige och ledamot i Socialnämnden i Sollentuna kommun.
Nordin Vainio har verkat som skribent i bland annat Expressen.
Rebecca Nordin Vainio blev i november 2022 invald ledamot i Moderata ungdomsförbundets förbundsstyrelse, en position hon avgick ifrån i november 2024.